# Bleiamalgam
Bleiamalgam (auch Altmarkit) ist ein sehr selten vorkommendes Mineral aus der Mineralklasse der „Elemente“ mit der idealisierten chemischen Zusammensetzung HgPb2 beziehungsweise Pb2Hg und damit chemisch gesehen eine natürliche Legierung oder besser Intermetallische Verbindung aus Blei und Quecksilber, die entsprechend zu den Amalgamen gehört.
Bleiamalgam kristallisiert im tetragonalen Kristallsystem, konnte bisher jedoch nur in Form einzelner Körner bis etwa 50 μm Größe gefunden werden. Das Mineral ist vollkommen undurchsichtig (opak) und zeigt auf den Oberflächen der silberweißen, im Auflicht auch gelblichweißen Körner einen metallischen Glanz.

## Etymologie und Geschichte
Erstmals entdeckt wurde Bleiamalgam zusammen mit γ-Goldamalgam in der Platin-Kupfer-Nickel-Sulfid-Lagerstätte Shiaonanshan (auch Xiaonanshan) bei Wuchuan in der zum Chinesisch-Autonomen Gebiet gehörenden Inneren Mongolei. Die Analyse und Erstbeschreibung des Minerals erfolgte durch Chen Keqiao, Yang Huifang, Ma Letian und Peng Zhizhongin, die es nach dessen chemischer Zusammensetzung als Blei-Quecksilberlegierung (= Amalgam) benannten.
Die Untersuchungsergebnisse und der gewählte Name wurden 1981 zur Prüfung bei der International Mineralogical Association/CNMNC (interne Eingangs-Nr. der IMA: 1981-042) eingereicht, die das Bleiamalgam als eigenständige Mineralart anerkannte. Da die Erstbeschreibung vom γ-Goldamalgam allerdings im Gegensatz zum Bleiamalgam ohne Prüfung durch die IMA/CNMNC veröffentlicht wurde, ist dieses nicht als Mineral anerkannt.
Bereits 1977 beschrieben T. Kaemmel, E. P. Müller, L. Krossner, J. Nebel, H. Unger und H. Ungethüm ein Mineral, das sich in den Installationen zur Erdgas-Förderung in der Altmark in Sachsen-Anhalt gebildet hatte. Den Analysen zufolge bestand das Mineral aus Bleiamalgam und war mit quecksilberhaltigem Blei und gediegen Quecksilber vergesellschaftet. Die Ablagerungen bildeten sich vermutlich aus den bleiführenden Rotliegendwässern, wobei das enthaltene Blei mit dem im Erdgas mitgeführten Quecksilber reagierte. Als Mineralnamen schlug das Team um Kaemmel Altmarkit nach dessen Typlokalität vor.
Eine Anerkennung von Altmarkit erfolgte jedoch nie. Zum einen waren die Daten in der ersten (vorläufigen) Beschreibung von 1977 unzureichend. So fehlte unter anderem eine chemische Analyse und die Röntgenstrukturanalyse war unvollständig. In der 1978 nachgereichten erweiterten Beschreibung fehlte nach wie vor eine chemische Analyse. Auch war fraglich, ob es sich bei Altmarkit um eine synthetische, weil anthropogen beeinflusste Bildung oder um ein Mineral handelt. Schließlich erfolgten die Publikationen zum Altmarkit ohne Prüfung und Anerkennung durch die IMA/CNMNC.

## Klassifikation
Da Bleiamalgam erst 1981 als eigenständiges Mineral anerkannt wurde, ist es in der zuletzt 1977 überarbeiteten 8. Auflage der Mineralsystematik nach Strunz noch nicht verzeichnet.
In der zuletzt 2018 überarbeiteten Lapis-Systematik nach Stefan Weiß, die formal auf der alten Systematik von Karl Hugo Strunz in der 8. Auflage basiert, erhielt das Mineral die System- und Mineralnummer I/A.02-100. Dies entspricht der Klasse der „Elemente“ und dort der Abteilung „Metalle und intermetallische Verbindungen“, wo Bleiamalgam zusammen mit gediegen Aurihydrargyrumit, Belendorffit, Eugenit, Goldamalgam, Luanheit, Moschellandsbergit, Paraschachnerit, Quecksilber, Kolymit, Potarit, Schachnerit und Weishanit eine unbenannte Gruppe mit der Systemnummer I/A.02 bildet.
Die von der IMA zuletzt 2009 aktualisierte 9. Auflage der Strunz’schen Mineralsystematik ordnet Bleiamalgam ebenfalls in die Abteilung der „Metalle und intermetallischen Verbindungen“ ein. Diese ist allerdings weiter unterteilt nach den in der Verbindung vorherrschenden Metallen, die entsprechend ihrer verwandten Eigenschaften in Metallfamilien eingeteilt wurden. Bleiamalgam ist hier entsprechend seiner Zusammensetzung in der Unterabteilung „Quecksilber-Amalgam-Familie“ zu finden ist, wo es als einziges Mitglied eine unbenannte Gruppe mit der Systemnummer 1.AD.30 bildet.
Auch die vorwiegend im englischen Sprachraum gebräuchliche Systematik der Minerale nach Dana ordnet Bleiamalgam in die Klasse und gleichnamige Abteilung der „Elemente“ ein. Hier ist das Mineral als einziges Mitglied in der Gruppe der „Bleiamalgam-Legierungen“ mit der System-Nr. 01.01.10 innerhalb der Unterabteilung „Elemente: Metallische Elemente außer der Platingruppe“ zu finden.

## Kristallstruktur
Bleiamalgam kristallisiert in der tetragonalen Raumgruppe I4/mmm (Raumgruppen-Nr. 139) mit den Gitterparametern a = 3,55 Å und c = 4,53 Å sowie zwei Formeleinheiten pro Elementarzelle.

## Bildung und Fundorte
An seiner Typlokalität, der Platin-Kupfer-Nickel-Sulfid-Lagerstätte Shiaonanshan (auch Xiaonanshan) in der Mongolei, fand sich Bleiamalgam in den Schwermineral-Konzentraten zerkleinerter Erze. Als Begleitminerale traten unter anderem Chalkopyrit, Chromit, Galenit, Gersdorffit, silberhaltiges Gold (auch Elektrum), Ilmenit, Iridosmium, Kotulskit, Magnetit, Merenskyit, Millerit, Niggliit, Platin, Pyrit, Sperrylit, Stibnit und Violarit auf.
Bleiamalgam gehört zu den sehr seltenen Mineralbildungen, das nur in wenigen Proben bekannt wurde. Außer seiner Typlokalität, die auch die bisher einzige dokumentierte Fundstelle in China darstellt, wurde das Mineral bisher nur noch im Altmarkkreis Salzwedel in Sachsen-Anhalt (Deutschland) sowie in der „Mina la Bambollita“ (auch Bambollita Mine oder Oriental Mine) und allgemein in der Umgebung von Moctezuma im mexikanischen Bundesstaat Sonora entdeckt (Stand 2024).